# Стимулювання збуту
Стимулювання збуту — різні види маркетингової діяльності, що на певний час збільшують вихідну цінність товару чи послуги та прямо стимулюють купівельну активність споживачів, роботу дистриб'юторів і торгового персоналу.

## Елементи стимулювання збуту
- Мерчандайзинг — оформлення місця продажу;
- Упакування, етикетка, ярлик;
- Покупка з подарунком;
- Покупка зі знижкою за купонами;
- Фірмові сувеніри;
- Змагання, ігри, розіграші, лотереї, конкурси, вікторини;
- Демонстрація товару;
- Дегустація товару;
- Семплінг — пропозиція зразків товару та ін.[1]

## Цілі стимулювання збуту
Головна ціль стимулювання збуту по відношенню до споживачів — стимул купувати регулярно з певною комерційною вигодою від купівлі.
На різних стадіях життєвого циклу товару стимулювання збуту має різні цілі:
- На стадії введення на ринок — змусити споживача зробити пробну покупку;
- На стадії росту — заохотити нових клієнтів, «перетягнути» споживачів інших марок;
- Коли сформувалася певна споживацька аудиторія, лояльна до торгової марки — захист завойованих позицій від конкурентів;
- На стадії спаду — зберегти споживацьку аудиторію.[джерело?]

## Основні напрямки стимулювання збуту
Стимулювання збуту (продажів) може здійснюватися по трьох основних напрямках:
1. Внутрішньофірмове стимулювання (мотивація працівників, надання премій найбільш активним і ефективно працюючим співробітникам сфери збуту, перегдяд оплати праці тощо).
2. Стимулювання дилерської мережі (збільшення дилерських знижок, проведення спеціальних дилерських лотерей і розіграшів, введення систем багаторівневого маркетингу тощо).
3. Стимулювання споживачів (надання покупцям знижок, проведення лотерей та презентацій, продаж товару в кредит, вручення подарунків, купонів тощо).